# (13086) Sauerbruch
(13086) Sauerbruch (1992 HS4) – planetoida z pasa głównego asteroid okrążająca Słońce w ciągu 4,69 lat w średniej odległości 2,8 j.a. Odkryta 30 kwietnia 1992 roku.